# August Longin von Lobkowicz
August Longin Joseph von Lobkowicz (1797. március 15. – Bécs, 1842. március 17.) osztrák politikus, udvari kancellár és mecénás.
Raudnitz hercege volt. Pályafutása kezdetén Csehországban működött, 1826-ban Galícia kormányzója lett. 1831-ben a Galíciába menekült oroszországi lengyelekkel nagyon kíméletesen viselkedett. 1832-ben állásából elmozdították. Ezután udvari kancellár, majd 1834-ben a pénzverés és bányászat igazgatója lett. Neki köszönhető a bécsi pénzverő intézet mintaszerű megszervezése is.